# سرخده (مهدی‌شهر)
سرخده (تلفظ مازندرانی:سرخه‌ده) یکی از روستاهای  مازندرانی زبان  شهرستان مهدی‌شهر استان سمنان می‌باشد.این روستا در دهستان پشتکوه واقع است. انتخابات شورای اسلامی سرخده برای نخستین بار در سال ۱۳۹۲ برگزار شد.